# Остин спарси
Остин спарси (енгл. Austin Spurs) амерички су кошаркашки клуб из Сидар Парка у Тексасу. Клуб се такмичи у НБА развојној лиги и тренутно је филијала НБА тима Сан Антонио спарси.

## Историја
Клуб је основан 2001. године, под именом Коламбус ривердрегонси, а седиште му је било у Коламбусу, Џорџија. Године 2005. преселио се у Остин, Тексас, и добио је име Остин тороси, које је носио до 2014, када је преименован у Остин спарси. Освојио је две титуле у развојној лиги — у сезонама 2011/12. и 2017/18.

## Успеси
- НБА развојна лига:

Првак (2): 2011/12, 2017/18.
Финалиста (2): 2004/05, 2007/08.

## Познатији играчи
- Џејмс Андерсон
- Арон Бејнс
- Џејмс Вајт
- Бредли Вонамејкер
- Нандо де Коло
- Остин Деј
- Џастин Дентмон
- Блејк Ејхерн
- Рамел Кари
- Кит Лангфорд
- Јан Маинми
- Бобан Марјановић
- Попс Менса-Бонсу
- Демаркус Нелсон
- Омар Томас
- Кертис Џерелс